# Übertragung (Psychoanalyse)
Der Begriff der Übertragung stammt aus der Psychoanalyse und hat sich auch in der Tiefenpsychologie etabliert. Er bezeichnet dort den Vorgang, dass ein Mensch alte – oftmals verdrängte – Gefühle, Affekte, Erwartungen (insbesondere Rollenerwartungen), Wünsche und Befürchtungen aus der Kindheit unbewusst auf neue soziale Beziehungen überträgt und reaktiviert. Ursprünglich können diese Gefühle auf Eltern, Geschwister oder andere Bezugspersonen der Kindheit bezogen gewesen sein, bleiben aber auch nach der Ablösung aus dem Elternhaus in der Psyche präsent und wirken dort weiter. Dieser Vorgang ist zunächst weitestgehend normal und weit verbreitet, kann aber, wenn die übertragenen Gefühle sich gegenüber tatsächlichen gegenwärtigen Beziehungen als nicht angemessen erweisen, zu erheblichen Problemen und Spannungen führen. Tiefenpsychologie und Psychoanalyse machen sich das Phänomen der Übertragung zunutze, indem mit seiner Hilfe und der dazugehörigen Gegenübertragung die wirksamen Konflikte eines Gegenübers – etwa eines Patienten, Analysanden oder Supervisanden – verstanden werden können.

## Begriff
Der Begriff der Übertragung stammt von Sigmund Freud. Erstmals verwendete er ihn im Jahre 1895 in den „Studien über Hysterie“, aber erst in der Darstellung des „Falles Dora“ 1905 definierte er ihn als psychoanalytischen Begriff. Er wurde später von zahlreichen seiner Schüler und unter anderem von Carl Gustav Jung weiterentwickelt. Auch außerhalb der Psychoanalyse und der aus ihr hervorgegangenen Psychotherapierichtungen benutzt heute fast jede Psychotherapieschule den Begriff der Übertragung, ohne dabei notwendigerweise das psychoanalytische Erklärungsmodell zu übernehmen. In der Psychoanalyse ist Übertragung als ein psychodynamischer Begriff zu verstehen, der ursprünglich eine psychoenergetische Übertragung innerhalb der topischen Strukturen zum Ausdruck bringen sollte. Allerdings kann er auch im soziologischen Kontext gebraucht werden, wie etwa bei der Stigmaforschung.
Der Begriff ist eng verwandt mit dem Begriff der Projektion, bei der Eigenschaften, die die projizierende Person bei sich selbst nicht wahrhaben möchte, anderen Personen zugeschrieben werden. Im Gegensatz zur Übertragung kommt es hierbei jedoch nicht zur Verfolgung dieser Wunschvorstellungen oder Erwartungen.
Man unterscheidet generell zwischen positiver und negativer Übertragung. Bei der positiven Übertragung werden positive Anteile früherer Beziehungen (Liebe, Zuneigung, Vertrauen) übertragen, bei der negativen Übertragung negative Anteile (Hass, Abneigung, Wut, Misstrauen). Dabei ist zu beachten, dass meist beide Pole vorhanden sind, nur dass die eine Art der Übertragung im Vordergrund steht, der andere, unbewusste Gegenpart dagegen im Hintergrund. Dies tritt jeweils in kleinen Teilen hervor, etwa in sarkastischen oder ironischen Äußerungen, in Fehlleistungen, oder in negativen Äußerungen über eine (nicht anwesende dritte) Person, die man nicht mag.
Freud hat den Begriff auch in Zusammenhang mit der Traumanalyse benutzt. Hier sprach er von „Übertragungsgedanken“ und bezeichnete hiermit den Vorgang, dass unbewusste Wünsche in das Vorbewusste „übertragen“ werden, so dass durch eine Art von „Verschiebung“ der unbewusste Wunsch zum Ausdruck kommen kann.

### Übertragung im Freudschen Verständnis
Freuds Konzeptualisierung des Übertragungsbegriffs bezeichnet die Verschiebung von Gefühlen, Eigenschaften, Fantasien und (Objekt-)Imagines, die im Zusammenhang mit erinnerten, bedeutsamen Personen der Kindheit entstanden sind und in der freien Assoziation des psychoanalytischen Settings auf den Analytiker übertragen werden. Verschiebungen und Projektionen im therapeutischen Setting führen zu einer Verzerrung der allgemeinen Realität, insbesondere aber zu einer nicht realistischen Sicht auf den Analytiker. Das heißt, Übertragung ist alles, was der Patient erlebt und mit der Person des Analytikers verknüpft. Damit werden Übertragung und Gegenübertragung zu elementaren Mitteln der Therapie. Die Gegenübertragung ist das Gegenstück zur Übertragung im analytischen Setting. Sie kommt durch den Einfluss des Patienten auf das unbewusste Fühlen des Therapeuten zustande. Daher forderte Freud, dass der Analytiker diese Gegenübertragung in sich erkennen müsse (Lehranalyse).

### Übertragung im Jungschen Konzept
Die Übertragungsauffassung von Jung unterscheidet sich wesentlich vom psychoanalytischen Verständnis Freuds. So betonte er, dass man mit der Übertragung viel weniger Mühe habe, wenn sich Therapeut und Patient gegenüber säßen, sich der Therapeut also vollständig exponiere und dem Patienten gegenüber ohne Zurückhaltung reagieren würde. Denn so erfährt der Patient ständig ein menschliches Gegenüber. Für Jung bestand der Kern des Übertragungsphänomens darin, die Beziehung zum Selbst zu finden. Zunächst sah Jung in der Gegenübertragung eine Störung des tiefenpsychologischen Therapieprozesses, sodass der Patient unbewusst den Arzt beeinflusste, ihn störe. Die Komplexe des Analysanden würden Therapeuten anstecken. Später differenzierte die Analytische Psychologie zwischen der ‚illusionären Gegenübertragung‘, in der der Analytiker unbewusst eigene Inhalte auf den Analysanden überträgt, und der ‚syntonen Gegenübertragung‘, in der der Analytiker durch Fantasien und emotionale Reaktionen auf den Analysanden unbewusste Vorgänge in diesem wahrzunehmen vermag.

## Übertragungsneurose
Die Übertragungsneurose ist nach Freud „das eigentliche Studienobjekt der Psychoanalyse“, weil sie durch die Übertragung der Analyse zugänglich wird. Die Übertragungsneurose ist das „Ergebnis eines Konflikts zwischen dem Ich und der libidinösen Objektbesetzung“. Diese frühkindlichen Konflikte werden in der Behandlung auf den Analytiker übertragen und können dann bearbeitet werden. Zu den Übertragungsneurosen zählte Freud die Phobie, die Konversionshysterie und die Zwangsneurose. Auf ihnen baute er seine Modellvorstellung der Metapsychologie auf. Freud machte die Erfahrung, dass unverarbeitete frühkindliche Erlebnisse in der Analyse neu zu aktivieren und zu bearbeiten sind. Ein ähnlicher Begriff ist Psychoneurose. Dagegen sind nach Freud die narzisstischen Neurosen und die Aktualneurosen der analytischen Methode nicht zugänglich.
Alfred Lorenzer hat die psychoanalytische Arzt-Patient-Beziehung als eine Sprachanalyse untersucht. Dabei versteht er die Entschlüsselung des Sinnes spezifisch unverständlicher Verhaltensweisen des Analysanden als ein Verstehen von analogen Szenen im Vergleich zwischen aktueller und frühkindlicher Situation. Bei den Übertragungsneurosen handle es sich um die Auswirkungen eines deformierten Sprachspiels. Der Kranke ›agiere‹, indem er eine unverständliche frühkindliche Szene spiele. Das hermeneutische Verständnis des Therapeuten für solche analoge Szenen trage zur Heilung bei.

## Beispiele für Übertragungen
Ein Beispiel soll den Grundmechanismus der Übertragung verdeutlichen:
Eine Angestellte wird von ihrem Vorgesetzten immer wieder heftig und ungerecht abgewertet. Trotzdem bewundert sie ihn und versucht, ihm durch gute Leistungen und attraktives Auftreten zu gefallen. Auch in Beziehungen sucht sie immer wieder starke Partner, wobei sie hierbei viel Gewalt erfährt und sich trotzdem nicht trennt. Sie überträgt dabei jeweils Gefühle, die eigentlich ihrem gewalttätigen Vater gelten, auf ihren Chef oder Partner. Sie wünscht von diesen Bestätigung oder Zuwendung, nach der sie sich bei ihrem Vater gesehnt hat, ohne sie je zu bekommen.
Dieser Mechanismus lässt sich in vielen ähnlichen Situationen des sozialen Lebens wiederfinden:
- Rachsucht und Rechthaberei im Erwachsenenalter gehen auf lieblose Erziehung zurück (Erziehung durch Liebesentzug)
- stark negative Reaktionen auf narzisstische Kränkungen gehen auf Bevorzugung anderer Geschwister und Lieblosigkeit zurück
- Trennungsängste basieren entweder auf Trennungserfahrungen in der Kindheit oder auf einer sehr starken und gut ausgeprägten Bindung zu bestimmten Personen
- spontane Sympathie/Antipathie gegenüber bestimmten Personen: Die Ursachen sind Parallelen zu Personen der Vergangenheit.

## Übertragung im therapeutischen Kontext
Im Rahmen von Psychotherapien kommt es regelmäßig zu Übertragungen. Hier richtet der Klient bestimmte Gefühle, Erwartungen oder Wünsche auf seinen Therapeuten, die nicht so sehr dem Therapeuten als Person gelten, sondern als Gefühle eigentlich aus früheren Beziehungserfahrungen des Klienten herrühren. Umgekehrt kann auch der Therapeut Gefühle auf seinen Klienten übertragen; dieser Vorgang wird Gegenübertragung genannt. Derartige Vorgänge können ein Hemmnis der Therapie darstellen, das vom Therapeuten zu berücksichtigen ist. Als Hemmnis ist auch zu betrachten, wenn der Patient, aus Angst, den Therapeuten zu verletzen, positive und negative Übertragungen aufspaltet und die negativen Übertragungen außerhalb der Therapie verlagert. Dies erschwert dann den bewussten Umgang mit diesen Gefühlen in der Therapie.
Die Analyse und Bewusstmachung von Übertragungsvorgängen („Übertragungsanalyse“) wird in manchen psychotherapeutischen Schulen, insbesondere in der Psychoanalyse, als zentrales Element für den Erfolg der Therapie angesehen. Der Analysand soll in der Person des Psychoanalytikers einen Menschen sehen, mit dem er versucht, Konflikte aus der Vergangenheit in der Gegenwart zu lösen. Der Analytiker nimmt in der Wahrnehmung des Analysanden zum Beispiel (dem Analysanden zunächst unbewusst) die Rolle des Vaters ein. Der Konflikt (mit dem Vater), den der Analysand bearbeitet, wird durch das Quasi-Vorhandensein des Vaters bewusst und kommunizierbar gemacht und kann über die Auseinandersetzung mit dem Therapeuten gelöst werden. Frühere Gefühle und Wahrnehmungen werden dabei auf den Analytiker übertragen (beispielsweise ein Ausgeliefertsein) und es wird nach Möglichkeiten gesucht, auf adäquate Weise im Heute damit umzugehen (beispielsweise bei dem Vorwurf des empfundenen Schmerzes, der Wahrnehmung der eigenen Hilflosigkeit, dem Verstehen des Selbst, Verzeihen).
Beispiel: Eine depressive Patientin fühlt sich von ihrer Therapeutin gut verstanden und hegt freundschaftliche oder zärtliche Gefühle für sie. Sie überträgt diese Wünsche und meint, dass die Therapeutin ebenso denken und wünschen würde. Daher kauft sie ihr Geschenke und lädt sie zum Kaffee ein. Unbewusst sieht sie in der Therapeutin ihre erfolgreiche Schwester, die immer erfolgreicher war als sie und der sie immer nachgeeifert hat. In der Therapie werden diese Zusammenhänge behutsam von der Therapeutin zusammen mit der Patientin erarbeitet. Die Patientin lernt dabei, dass ihre Depression auch Folge von Misserfolgen ist, die sie nur dadurch erlebt hat, dass sie immer versucht hat, ihre Schwester zu kopieren, dabei aber hat sie vergessen, ihre eigene Persönlichkeit und ihre Stärken zu entwickeln.

## Medien
- Cécile Loetz, Jakob Johann Müller: Negative Übertragung. Warum wir das Schlechte brauchen, um das Gute zu finden. Folge 78. In: Rätsel des Unbewußten. Podcast zur Psychoanalyse und Psychotherapie. Abgerufen am 22. Januar 2023.